# Constantin Tchoudovski
Constantin Iourievitch Tchoudovski (Константин Юрьевич Чудовский; Chudovsky en anglais), né le 23 juin 1982 à Moscou, est un chef d'orchestre russe, chef d'orchestre principal du théâtre municipal de Santiago du Chili (2013-2019), puis du théâtre d'opéra et de ballet d'Ekaterinbourg. Il est en plus depuis 2020 directeur artistique de l'orchestre du Kremlin.

## Biographie
Il est diplômé de l'école de musique Gnessine dans la section chef de chœur (classe de la professeur Valentina Bogdanovskaïa) et du conservatoire de Moscou dans la section direction d'orchestre d'opéra et symphonique, où il a comme pédagogues Boris Koulikov et Guennadi Rojdestvenski qui apprécie les dons de son élève: « Constantin Tchoudovski est un musicien doté d'excellentes qualités de chef d'orchestre et d'une mémoire exceptionnelle » .
En 2007-2014, Tchoudovski est chef d'orchestre principal invité de l'Opéra Hélikon de Moscou; sa production de Siberia fait l'objet d'une captation en 2016. Il se produit dans différentes villes de Russie, en Autriche, en Estonie, en France[, en Bulgarie, en Israël et au Chili. Son répertoire est grand, comprenant entre autres aussi bien des œuvres de Mozart et Rossini que d'Alban Berg, Janáček ou Chostakovitch.
En juin 2014, il dirige à ciel ouvert Boris Godounov qui marque les esprits à Sofia.
En 2013, Tchoudovski est engagé comme chef d'orchestre principal au théâtre municipal de Santiago du Chili . Il est chef d'orchestre invité au théâtre d'opéra et de ballet d'Ekaterinbourg où il dirige notamment Eugène Onéguine, Madame Butterfly, Roméo et Juliette, Le Prince Igor.
Il dirige en 2014 Le Trouvère de Verdi à Limoges. Pendant quelques saisons, il dirige le ballet de Prokofiev Cendrillon à l'opéra de Lyon.
Tchoudovski travaille avec des orchestres prestigieux aussi bien russes qu'étrangers, comme l'orchestre de chambre de Vienne, l'orchestre symphonique d'État Novaïa Rossia, l'orchestre symphonique d'Israël, l'orchestre de l'opéra de Monte Carlo. Il collabore avec des chanteurs comme Olga Mikitenko, Dina Kouznetsova, Camilla Nylund, le baryton roumain Sebastian Catana, Roberto Scandiuzzi, Joel Prieto, Dmitri Popov...
Tchoudovski est nommé en septembre 2019 chef d'orchestre principal du théâtre d'opéra et de ballet d'Ekaterinbourg, succédant à Oliver von Dohnányi. En novembre 2022, il dirige à Ekaterinbourg, Lucia di Lammermoor de Donizetti et en décembre 2022 à Ekaterinbourg Les Souliers de la reine de Tchaïkovski qui font date.
En octobre 2020, il est nommé en outre directeur artistique et chef d'orchestre principal de l'orchestre du Kremlin à Moscou. Il se produit aussi en tant que chef d'orchestre invité au Bolchoï de Moscou. En juillet 2021, il a dirigé aux chorégies d'Orange la Nuit verdienne avec Roberto Alagna et Ludovic Tézier.